# 以用户为中心的设计
以用户为中心的设计（User-Centered Design，簡稱UCD），是一種吸引人的、高效的用户体验的方法。以用户为中心的设计思想非常简单：在开发产品的每一个步骤中，都要把用户列入考虑范围。
以用户为中心的设计可以被描述为一个多阶段的问题处理流程，这一流程不仅要求设计师分析和预测用户可能如何使用软件，而且要在真实的使用环境下通过对实际用户的测试来验证自己的假设。这样的测试十分有必要，因为对于交互设计师来说，直观的理解初次使用软件用户的体验和学习曲线，是一件非常困难的事情。
和其他设计哲学的主要区别在于，以用户为中心的设计理念尝试围绕用户如何能够完成工作、希望工作和需要工作来最佳化使用者介面，而不是强迫用户改变他们的使用习惯来适应软件开发者的想法。

## 相关研究方法
- 卡片分类（Card Sorting）：观察用户是如何理解内容和组织信息，用来帮助你的网站（产品）更合理的组织信息。
- 情境访谈（Contextual Interviews）：走进用户的现实环境，让你了解你的用户的工作方式，生活环境等等情况。
- 焦点小组（Focus Groups）：组织一组的用户进行讨论，让你更了解用户的理解、想法、态度和想要什么。
- 启发式评估（Heuristic Evaluation）：可用性的检查方法，让一些行内专家对网站产品进行指导。
- 单独访谈（Individual Interviews）：一对一的用户讨论，让你了解某个用户是如何工作，使你知道用户的感受，想要什么和他的经历。
- 平行设计（Parallel Design）：对同一个网站（产品）进行分开的设计，从而比较选择一个最佳方案。
- 人物誌（用戶體驗）（Personas）：构建一个虚构的人来代表大部分用户，设计团队围绕这个虚拟人物设计开发产品。
- 製作原型（Prototyping）：利用简单网站（产品）原型进行相关的小規模测试，从而避免因開發過久、到后期才發現問題而造成的較高成本。
- 问卷调查（Surveys）：利用网上或纸张的问题list对用户进行发放填写，从而收集用户对网站（产品）的反馈意见。
- 任务分析（Task Analysis）：通过任务分析了解用户使用你网站（产品）时的目标和操作方式，习惯。
- 可用性测试（Usability Testing）：请用户来试用你的网站（产品），有任务性的完成测试。从而得到你所想要的东西。
- 用例（Use Cases）：描述某个用户使用你网站（产品）时的情况，包括目标和行动。
- 内容最佳化（Writing for the Web）：对你的网站（产品）进行内容上的整理、最佳化。让用户更清晰容易的了解你所表达的内容。

## 延伸閱讀
- 一則關於用戶導向設計師的寓言故事：David Travis大衛·崔弗斯（著）/Wen Nivala許晴晏（譯）-繁體本（页面存档备份，存于）/ 簡體本（页面存档备份，存于）